# Bầu cử tổng thống Sri Lanka 2010
Cuộc bầu cử tổng thống Sri Lanka năm 2010 là cuộc bầu tổng thống lần thứ sáu của Sri Lanka. Cuộc bầu cử được công bố ngày 23 tháng 11 năm 2009 khi Tổng thống đương nhiệm Mahinda Rajapaksa quyết định tìm một sự ủy thác trong sạch trước khi hết hạn nhiệm kỳ của mình vào năm 2011. Các đề cử được chấp thuận ngày 17 tháng 12 năm 2009, và cuộc bầu cử được tổ chức vào ngày 26 tháng 1 năm 2010.
Rajapaksa, người được bầu làm tổng thống một nhiệm kỳ 6 năm vào tháng 11 năm 2005, là ứng cử viên của Liên minh Tự do Nhân dân Thống nhất đang cầm quyền. Tướng Sarath Fonseka, một cựu tư lệnh của Lục quân Sri Lanka, là đối thủ chính của Rajapaksa trong cuộc bầu cử. Fonseka được chuyển nhượng bởi một số đảng đối lập chính, kể cả Đảng Dân tộc Thống nhất và Janatha Vimukthi Peramuna
Tổng thống Rajapaksa tiến tới giành chiến thắng cuộc tái tranh cử, nhận được hơn 57% tổng số phiếu. Fonseka nhận được hơn 40%, thắng tại các tỉnh phía Bắc và Đông của Sri Lanka. Hai mươi ứng viên còn lại giành được dưới 0,5% của cuộc bầu cử nhân dân.